# Siyanda Xulu
Siyanda Xulu (* 30. Dezember 1991 in Durban) ist ein südafrikanischer Fußballspieler.

## Karriere
Nachdem er im Jahr 2009 die Jugendakademie der Kaizer Chiefs verlassen hatte, schloss Xulu sich den Mamelodi Sundowns an. Die starken Leistungen des jungen Innenverteidigers blieben nicht unbemerkt. Im Mai 2010 absolvierte er ein Probetraining beim FC Barcelona und im September beim FC Arsenal. Beide Male endeten die Trainings jedoch ohne ein Vertragsangebot eines Klubs und so verblieb Xulu in Südafrika. Im September 2012 wechselte Siyanda Xulu zum russischen Verein FK Rostow, wo er einen Vierjahresvertrag unterzeichnete. Beim Premjer-Liga-Klub konnte Xulu jedoch nicht zum Stammpersonal aufsteigen und absolvierte in drei Spielzeiten lediglich 30 Einsätze. Mit Rostow gewann er in der Saison 2014 den nationalen Pokal. Zur Saison 2015/16 kehrte er in die südafrikanische Heimat zu den Kaizer Chiefs zurück. Auch bei seinem neuen Verein erhielt Xulu nicht die nötige Spielpraxis. Er kam in zwei Jahren nur zu sechs Ligaeinsätzen. Am 3. August 2017 verließ er in der Hoffnung auf mehr Spielpraxis die Kaizer Chiefs und schloss sich Maritzburg United an, wo er sofort nach seiner Ankunft zum Stammspieler wurde. In der Saison 2017/18 verpasste er nur ein Ligaspiel, aufgrund einer Gelbsperre. Zur Saison 2018/19 wurde er zum Kapitän ernannt. Nach dem Ende der Spielzeit 2019/20 verließ er den Erstligisten ablösefrei. Am 19. August 2020 trat er einen Zweijahresvertrag beim israelischen Erstligisten Hapoel Tel-Aviv an. Nach Ablauf diesem wechselte er weiter zum PFK Turan Tovuz in die aserbaidschanische Premyer Liqası. 2023 wechselte er zurück nach Südafrika und schloss sich dem dortigen Erstligisten SuperSport United an.

### Nationalmannschaft
Am 15. Juni 2012 debütierte Siyanda Xulu in der südafrikanischen A-Nationalmannschaft, als er beim 3:0-Heimsieg in einem Freundschaftsspiel gegen Gabun eingewechselt wurde. Beim COSAFA Cup 2018 führte Xulu sein Heimatland als Kapitän auf den Platz und während des Turniers erzielte der Innenverteidiger dann beim 4:1-Sieg gegen Namibia auch sein erstes Länderspieltor.

## Erfolge
- Russischer Pokalsieger: 2014